# Moto Guzzi Cardellino
Il Cardellino è una motocicletta costruita dalla Moto Guzzi dal 1954 al 1965.

## Cardellino 65 (1954-1956)

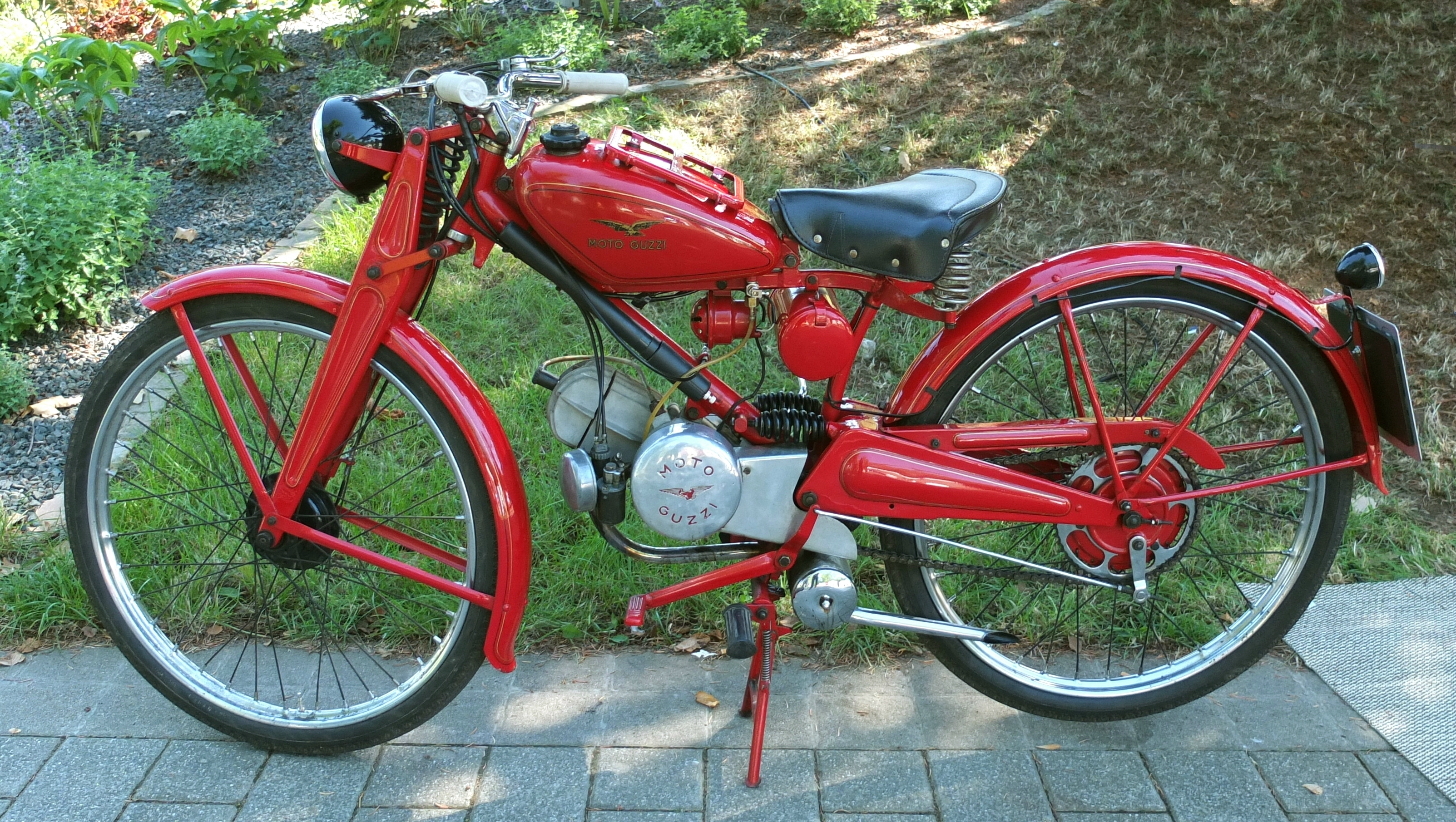
Modello precedente "Guzzino" (1946–1954)

La moto nacque come evoluzione del precedente Guzzino, a catalogo con successo dal 1946. La maggiore differenza rispetto alla precedente "65" riguarda il telaio, modificato con l'inserimento di due bretelle in lamiera a sostegno del parafango posteriore. La sospensione posteriore beneficiò inoltre di due ammortizzatori a compasso. Altre modifiche riguardarono gli pneumatici (da 20" anziché da 26"), il portapacchi (sul parafango posteriore anziché sul serbatoio) e il carburatore (sempre Dell'Orto, ma con diffusore da 14 mm).
Le modifiche resero la motoleggera di Mandello più pesante di circa 10 kg rispetto al modello precedente, ma anche 5 km/h più veloce. Il prezzo al lancio era di 99.000 lire, ribassato rispetto alle 107.000 dell'ultima serie del "Guzzino".
Nel 1956 il Cardellino venne aggiornato, con una nuova forcella telescopica, un serbatoio di maggiore capienza, nuovi parafanghi più avvolgenti e freni a tamburo centrale in lega leggera anziché laterali.

## Cardellino 73 (1957-1961)
A fine 1956 il Cardellino subì diverse modifiche: le principali riguardarono il motore, maggiorato a 73 cm³ aumentando l'alesaggio a 45 mm (potenza 2,6 CV a 5200 giri/min e 60 km/h di velocità massima) e il comando del cambio, che lasciava l'antiquato comando a leva a mano per un più moderno pedale. Altre innovazioni minori riguardarono il pedale d'avviamento e il clacson.
Il Cardellino 73 venne reso disponibile in due versioni: Turismo, identica esteticamente al modello di 65 cm³, e Lusso, con un serbatoio di foggia differente (ovale con svasature sui fianchi e verniciato in rosso e avorio), sella lunga biposto e manubrio basso sportiveggiante.
Sul finire del 1958 il Cardellino fu ribattezzato Nuovo Cardellino. La nuova denominazione è dovuta a una serie di aggiornamenti che riguardarono il motore (con cilindro in lega leggera e canna cromata, la quale permise di impiegare il 2% di olio), il telaio (rivisto nella parte posteriore) e il terminale di scarico. L'anno successivo la versione Turismo ottenne il serbatoio del modello Lusso.
Le ultime modifiche al Cardellino 75 riguardarono, nel 1960, i fanali, per andare incontro al nuovo Codice della Strada da poco entrato in vigore.

## Cardellino 83 (1962-1965)
Nel 1962 il Cardellino venne nuovamente aggiornato. Il motore fu portato a 83 cm³, maggiorando ulteriormente l'alesaggio a 48 mm (la potenza incrementò a 2,9 CV e la velocità massima a 65 km/h) e reso avviabile anche con la marcia inserita. La sospensione posteriore venne trasformata in un forcellone oscillante assistito da due ammortizzatori telescopici. Altre modifiche riguardarono il serbatoio, più squadrato e capiente, il cavalletto, le pedane, la cassetta degli attrezzi e lo scarico. Sempre disponibile nelle due versioni Turismo e Lusso, che si differenziavano solo per la sella (monoposto con portapacchi sul Turismo, biposto sul Lusso), il Cardellino 85 fu proposto a 105.000 lire.
La carriera del Cardellino terminò nel 1965, quando, sempre meno richiesto dalla clientela per via delle sue scarse prestazioni e per la concorrenza da un lato dei ciclomotori e dall'altro delle autovetture utilitarie, la Moto Guzzi ne cessò la produzione.

## Esemplari prodotti e numeri di telaio
| Versione      | Inizio numerazione | Fine numerazione | Esemplari |
| ------------- | ------------------ | ---------------- | --------- |
| Cardellino 65 | A 00 AA            | A 49 GZ          | 34.685    |
| Cardellino 73 | B 00 AA            | B 24 FF          | 47.236    |
| Cardellino 83 | C 00 AA            | C 99 CF          | 5.237     |
| Totale        | Totale             | Totale           | 87.158    |

## Fonti e bibliografia
- Massimo Chierici, Moto Guzzi Guzzino, Giorgio Nada Editore, Vimodrone (MI), 1993